# 素食料理
素食料理是指完全以素食材料（即不能含有肉类、动物组织、明胶和动物源性的凝乳酶）制作的料理。 人們通過素食料理也可以摄入蛋白质、维生素B12和其他营养素。 